# Nógrád
Nógrád är en provins i norra Ungern vid gränsen till Slovakien. Nógrád är till ytan den näst minsta i landet, bara Komárom-Esztergom är mindre. Provinsen har 190 937 invånare (2018).